# Västra stranden
Västra stranden är en omkring 1,2 kilometer lång långgrund strand vid Kattegatt i Halmstad, omedelbart väster om Nissans mynning. Den utgör en del av Alets naturreservat.

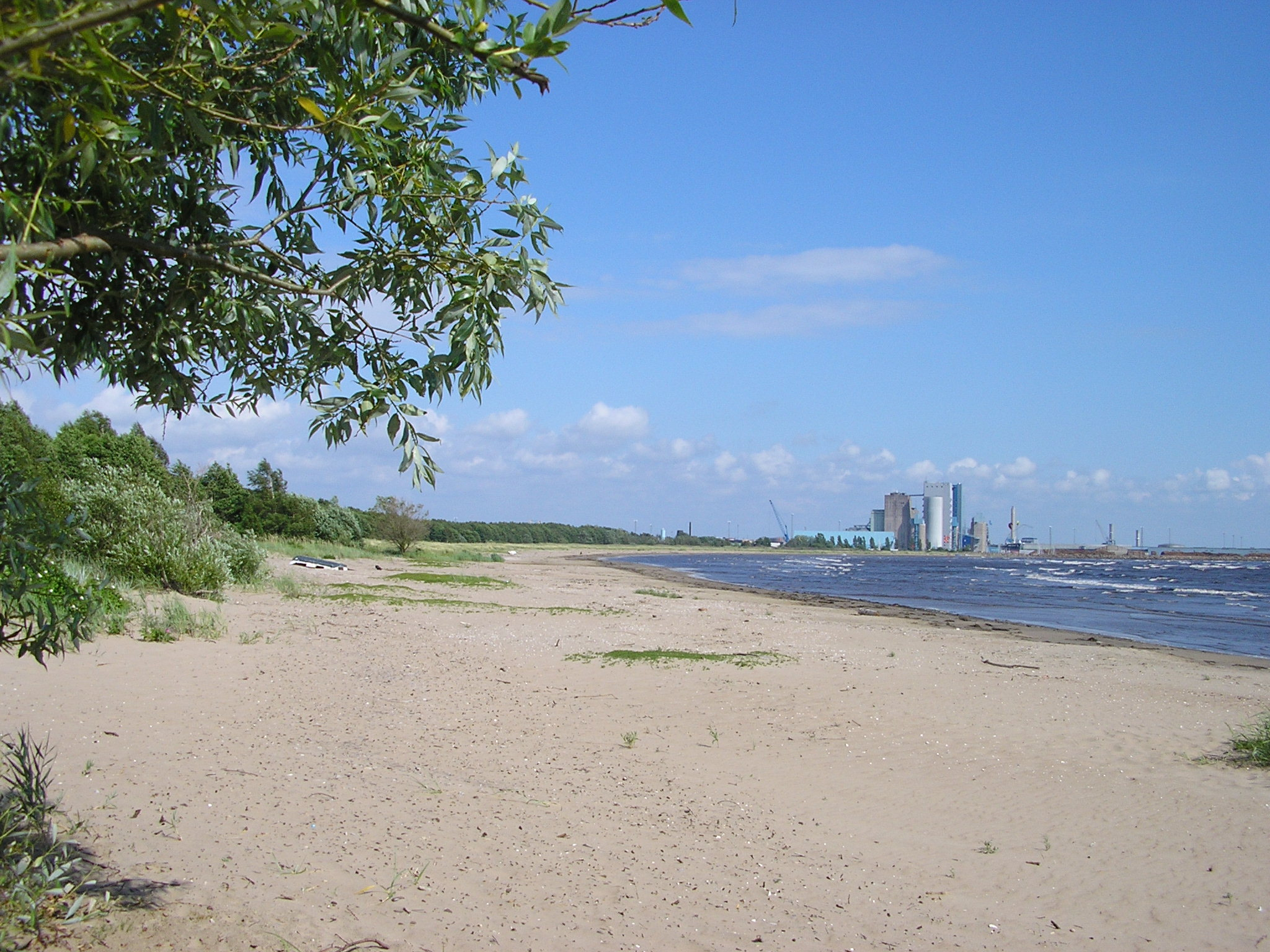
Västra stranden, med Halmstads hamn i bakgrunden, november 2006

Från 1843 uppfördes en serie kallbadhus med hytter för damer och herrar vid hamnarmen mot Västra stranden. Det sista av dessa, byggt 1865, slogs sönder vid en storm den 27 december 1902. Det ersattes av ett nytt kallbadhus på träpålar i havet, med en lång träbro till Västra stranden. Detta avvecklades, troligen 1911, till förmån för ett nytt, större och bekvämare, kallbadhus på Östra stranden vid östra hamnarmen, vilket också erbjöd bättre vattenkvalitet.
Under slutet av 1800-talet växte det upp en rad små badhytter på Västra stranden. Från år 1901 uppläts tomter på båda sidor om Knebildstorpsbäcken nära havsstranden för uppförande av stadens första sommarbostäder, med gångavstånd till stranden. År 1907 etablerades ett koloniområde med 76 tomter med odlingar och stugor vid stadens första koloniområde i Knebildstorp.
Mellan 1935 och 1956 fanns Civila flygfältet omedelbart norr om Västra stranden. På 1960-talet byggdes Västra strandens reningsverk, nära Halmstads lotsutkik och Halmstads segelsällskap.
Östra stranden ersatte från 1910-talet efter hand Västra stranden som stadens mest frekventerade badplats. Västra stranden är på grund av bristande vattenkvalitet idag inte klassad som en allmän badplats.